# Забърдже (община Андриевица)
Забърдже (на сръбски: Забрђе) е село в Черна гора, разположено в община Андриевица. Намира се на 756 метра надморска височина. Населението му според преброяването през 2011 г. е 248 души, от тях: 123 (49,6 %) сърби, 111 (44,8 %) черногорци и 9 (3,6 %) неопределени.

## Население
Численост на населението според преброяванията през годините:
- 1948 – 426 души
- 1953 – 415 души
- 1961 – 414 души
- 1971 – 395 души
- 1981 – 357 души
- 1991 – 318 души
- 2003 – 342 души
- 2011 – 248 души